# ミレ・イリッチ
ミレ・イリッチ（Mile Ilić、Миле Илић、1984年6月2日 - ）は、セルビアのプロバスケットボール選手。スペイン男子プロバスケットボールリーグ1部リーガACBのCBセビリア所属。ユーゴスラビアトゥズラ(現・ボスニア・ヘルツェゴビナ領)出身。ポジションはセンター。215cm、116kg。